# Gaston Menier
Pour les articles homonymes, voir Menier.
Gaston Menier, né le 22 mai 1855 à Paris (Seine) et mort le 5 novembre 1934 dans la même commune, est un industriel et homme politique français.

## Biographie
Gaston Émile André Menier est le fils d'Émile-Justin Menier, et de Claire Henriette Gérard. Il hérite de l'empire industriel de son père, dans lequel il s'investit avec son frère Henri. Il mène à bien les projets industriels et sociaux de son père en développant l'usine de chocolat de Noisiel et la cité ouvrière de Noisiel pensée et fondée par celui-ci.
Dans la lignée de son père, Gaston s'investit aussi en politique au sein du Parti radical : maire de Lognes entre 1884 et 1892, puis maire de Bussy-Saint-Martin de 1892 à 1913, conseiller général du canton de Lagny-sur-Marne de 1891 à sa mort, député de Meaux en 1898 puis sénateur à partir de 1909. À la mort de son frère en 1913, il lui succède à la mairie de Noisiel. En 1894, Gaston Menier finance la construction d'un pont reliant Torcy à Vaires, dont le chantier commencera deux ans plus tard.
C'était un libéral libre-échangiste, membre français honoraire du Cobden Club (en), un club britannique libre-échangiste, du nom du militant du libre-échange Richard Cobden. Il est secrétaire, vice-président puis président d'honneur de la Ligue permanente pour la défense des intérêts des contribuables et des consommateurs, fondée en 1879 par son père, et président à partir de 1905 de la Société des industriels et commerçants de France, qui militent pour un programme libéral et libre-échangiste.

## Vie privée
En 1910, Gaston Menier demande à l'architecte Stephen Sauvestre de lui construire une résidence secondaire dans l'Oise, sur la commune de Lamorlaye. La villa, achevée en 1913, prend le nom de Tourne-Bride. En 1940, la propriété familiale est réquisitionnée par l'armée allemande, qui y installe le Lebensborn de Bois Larris.

## Distinction
- Officier de la Légion d'honneur (1892)[8]

## Sources
- « Gaston Menier », dans le Dictionnaire des parlementaires français (1889-1940), sous la direction de Jean Jolly, PUF, 1960 [détail de l’édition]